# Krippenmuseum Třebechovice

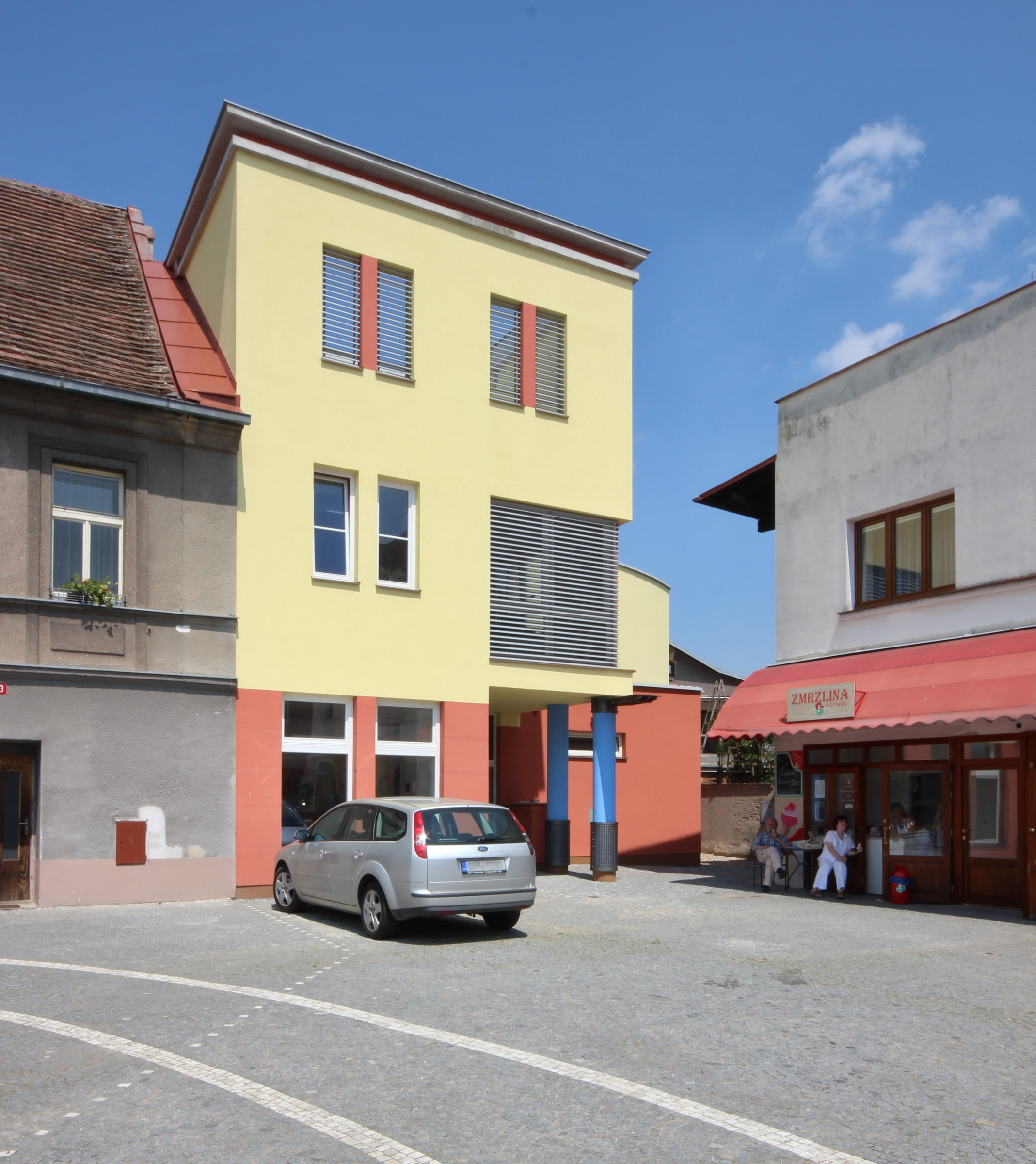
Krippenmuseum Třebechovice

Das Krippenmuseum Třebechovice (tschechisch Třebechovické muzeum betlémů) ist ein auf Krippen spezialisiertes Volkskundemuseum in der Stadt Třebechovice pod Orebem im Nordosten von Tschechien. Das Museum wurde 1925 gegründet und befindet sich seit 2013 in einem neuen Museumsgebäude. Das bekannteste Exponat des Museums ist die mechanische Probošt-Krippe.

## Geschichte

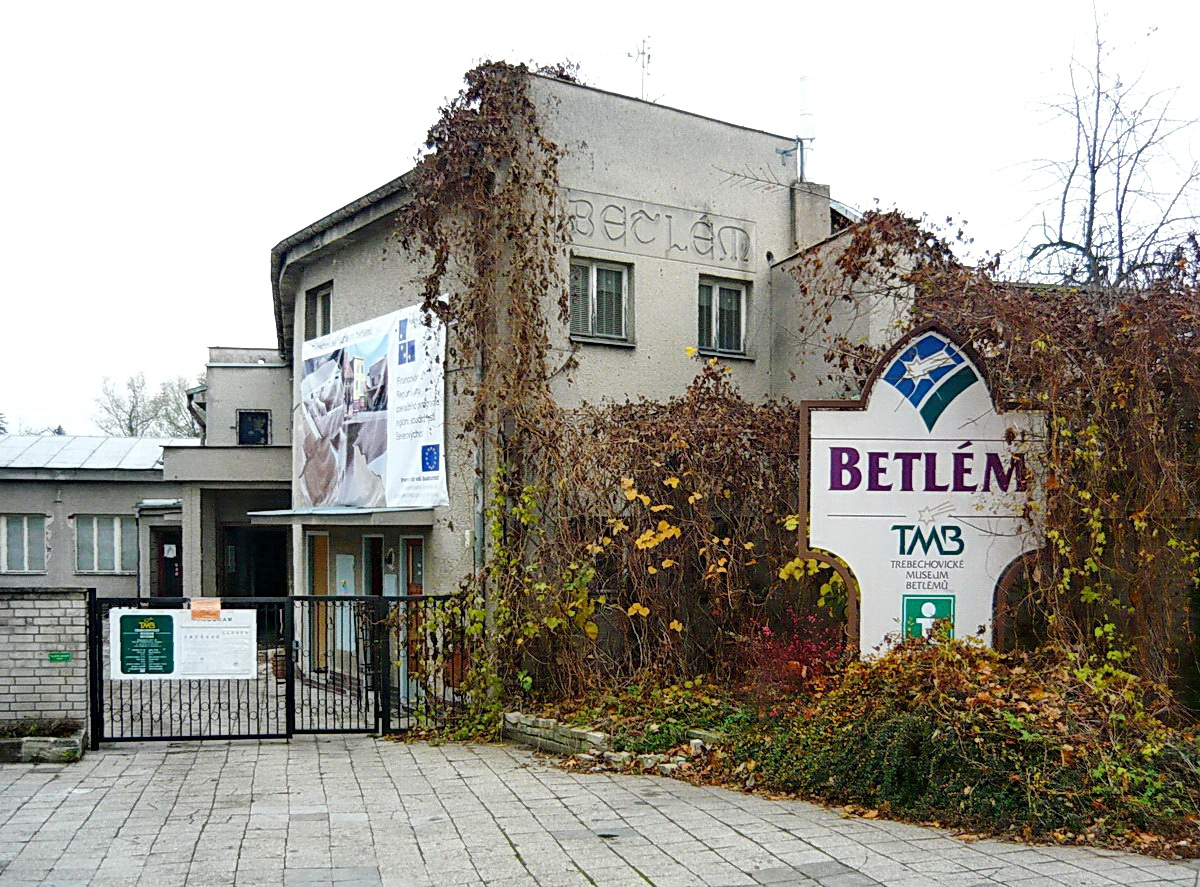
Altes Museumsgebäude 2011

Das Museum wurde im Jahr 1925 von dem aus Třebechovice stammenden Schriftsteller und Historiker Vilém Koleš gegründet. Koleš sammelte heimatkundliche Gegenstände und Dokumente über Třebechovice pod Orebem. Geschenke von Třebechovicer Bürgern bildeten den Grundstock für die Sammlung des Stadtmuseums. In den 1930er Jahren fanden mehrere Ausstellungen im Rathaus statt. Zu Weihnachten wurden dabei auch Krippen von Třebechovicer Familien gezeigt. Schon 1934 versuchte Koleš, die Probošt-Krippe für das Museum zu erwerben, hatte damit aber keinen Erfolg. Erst 1972 kam diese Krippe in den Besitz des Museums. Durch die zahlreichen Besucher, die sie anzog, bekam das Museum Mittel, seine Sammlung weiter auszubauen.
Marie Vaclíková, die in den 1980er Jahren Direktorin des Museums war, und ihr Ehemann, der Ethnograf Vladimír Vaclík, strebten eine Spezialisierung des Museums auf Krippen an.  Die erste Weihnachtskrippe wurde 1982 angeschafft. Ab 1987 hieß das Museum Krippenmuseum in Třebechovice pod Orebem, 1991 wurde es in Krippenmuseum Třebechovice umbenannt.
Von 2011 bis August 2013 war das Museum wegen des Baus eines neuen Gebäudes geschlossen. Die feierliche Eröffnung des neuen Museumsgebäudes fand am 6. September 2013 statt.

## Beschreibung
Das Museum liegt im historischen Stadtkern von Třebechovice in der Nordostecke des Masaryk-Platzes (Masarykovo náměstí) etwa 100 Meter östlich des Rathauses von Třebechovice und etwa 100 Meter westlich der Kirche St. Andreas. Das Gebäude hat einen unregelmäßigen Grundriss und eine gestaffelte Höhe zwischen einem und drei Geschossen. Es trägt ein entsprechend gestaffeltes Flachdach. Der mit drei Geschossen höchste Bauteil ist ein quadratischer turmartiger Bau direkt am Masaryk-Platz.
Die Sammlung des Museums umfasst über 400 Krippen aus allen Gebieten Tschechiens und aus unterschiedlichen Werkstoffen. Die größte und bekannteste dieser Krippen ist die Probošt-Krippe, eine fast 7 Meter lange mechanische Krippe, die seit 1999 zu den Nationalen Kulturdenkmalen Tschechiens zählt.
Neben Krippen enthält die Sammlung auch andere heimatgeschichtlich interessante Objekte. Der wertvollste Gegenstand der Sammlung ist ein illustriertes Manuskript eines Gradualbuchs aus dem Jahr 1559.

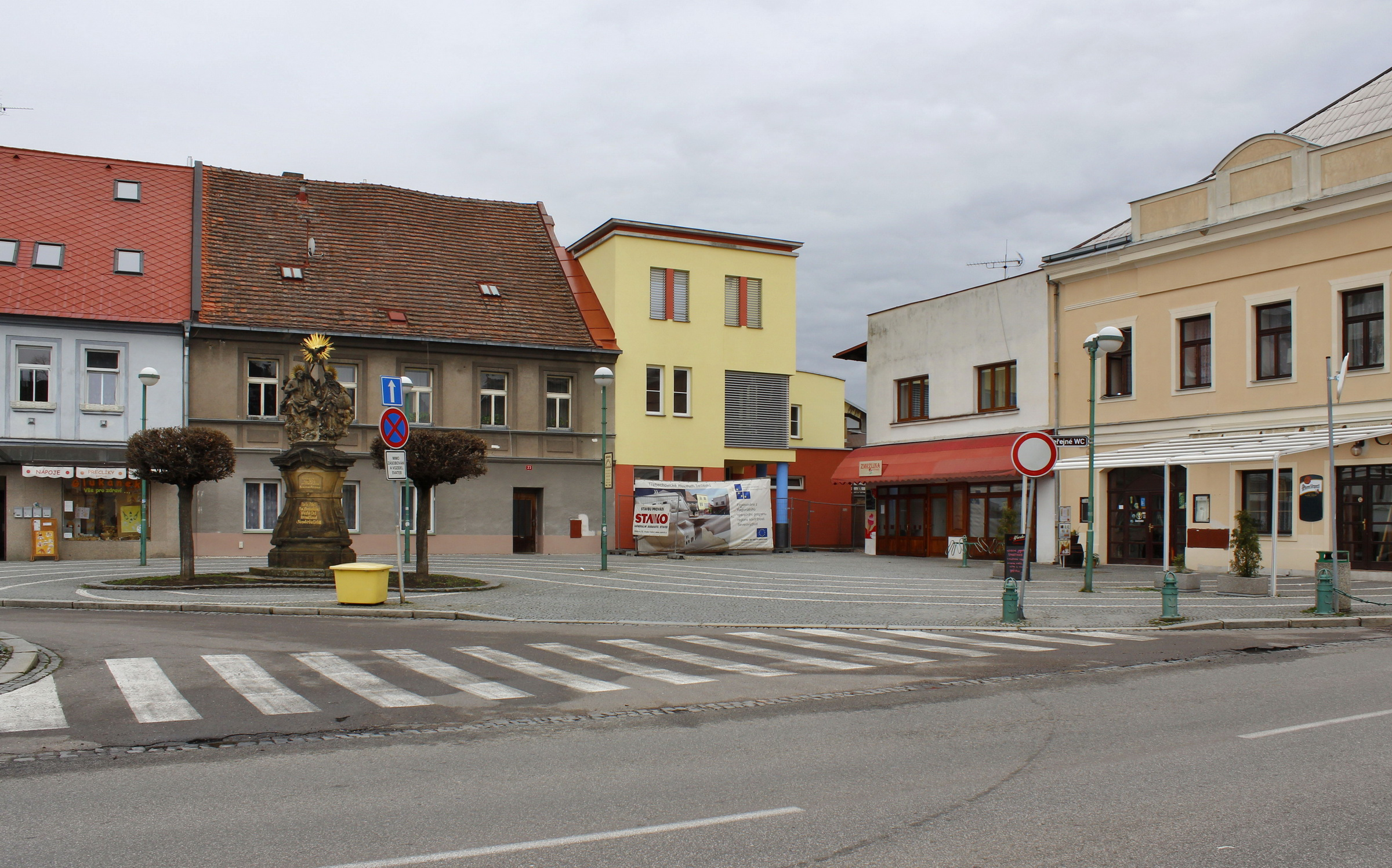
Lage am Masaryk-Platz
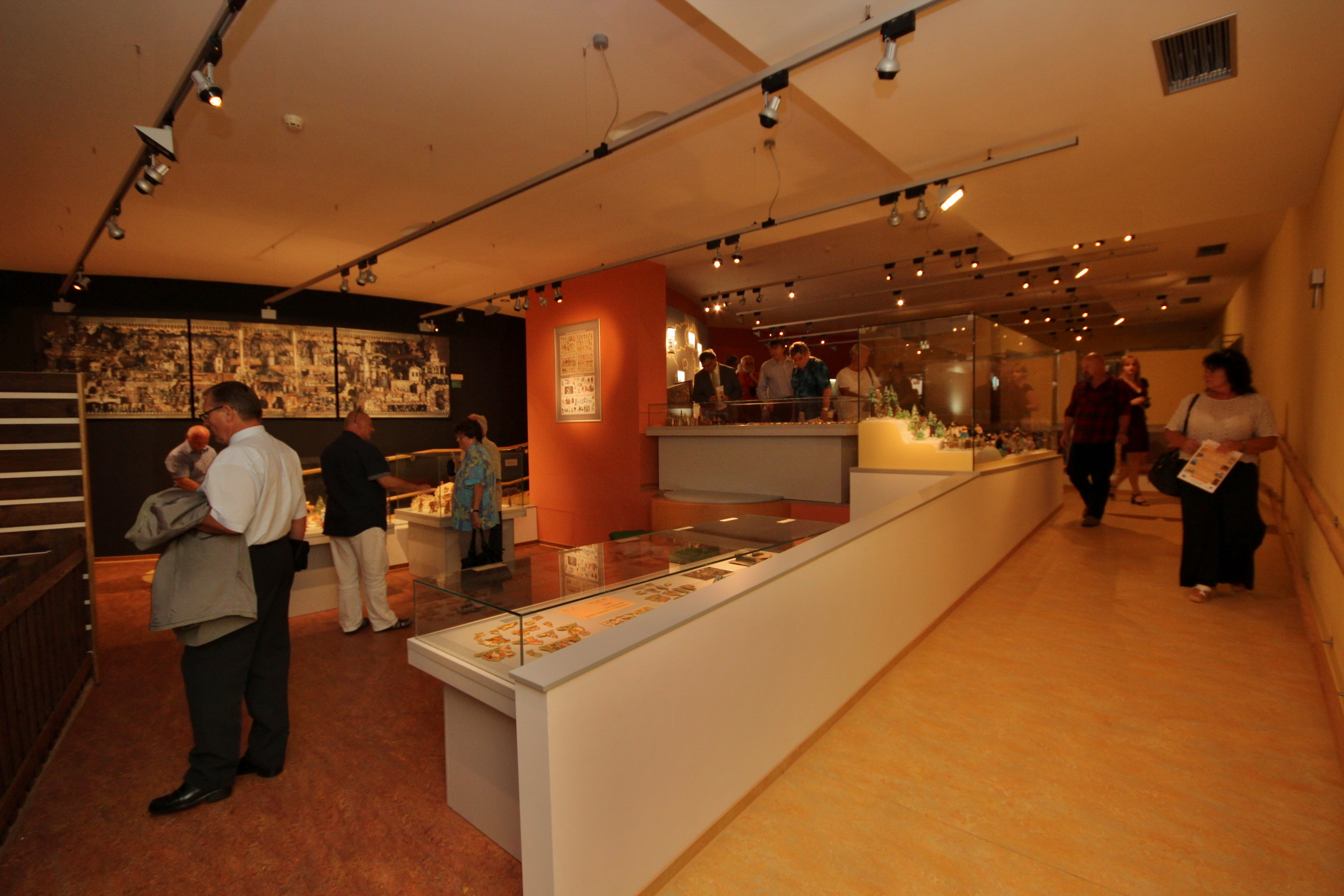
Ausstellungsraum
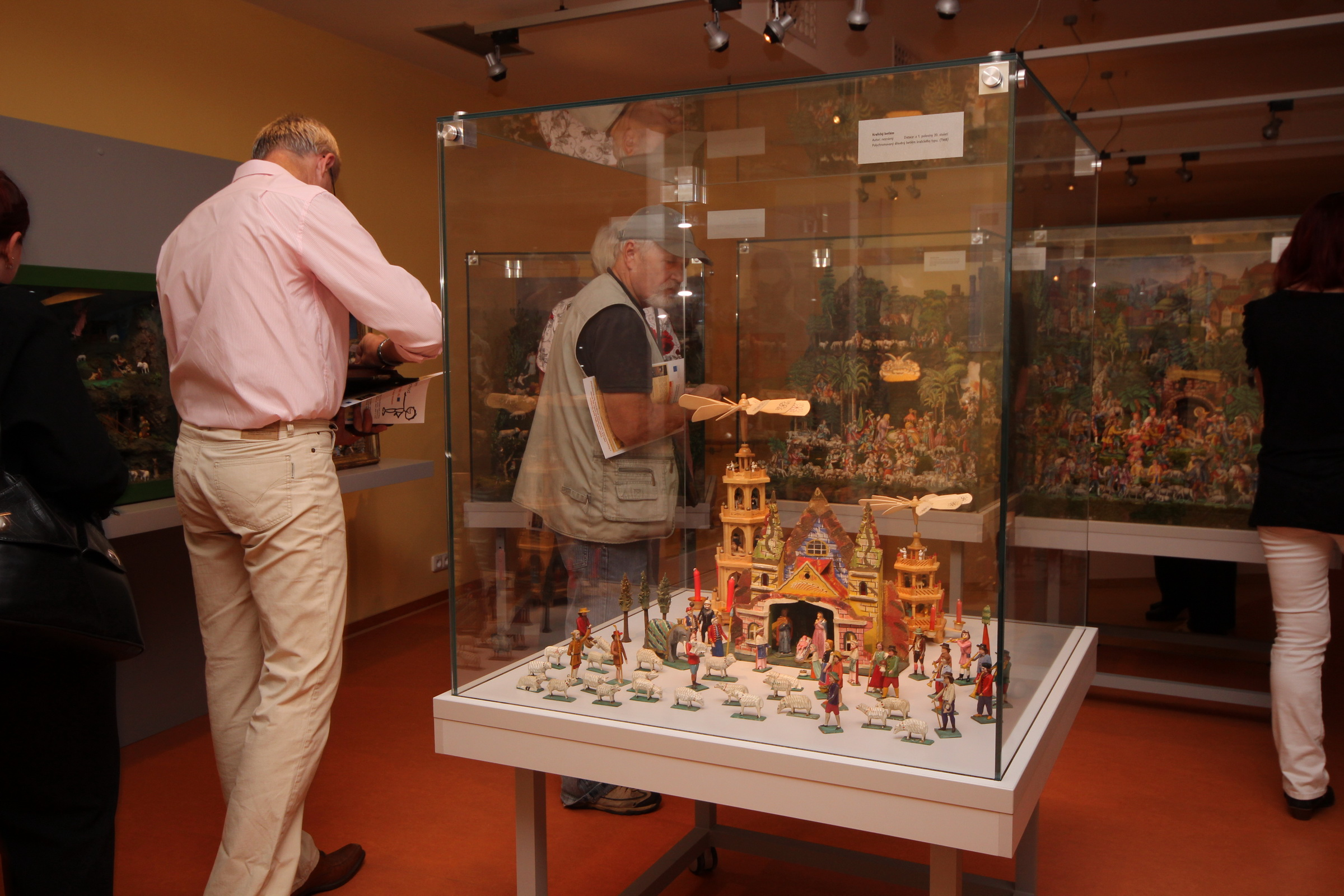
Krippen
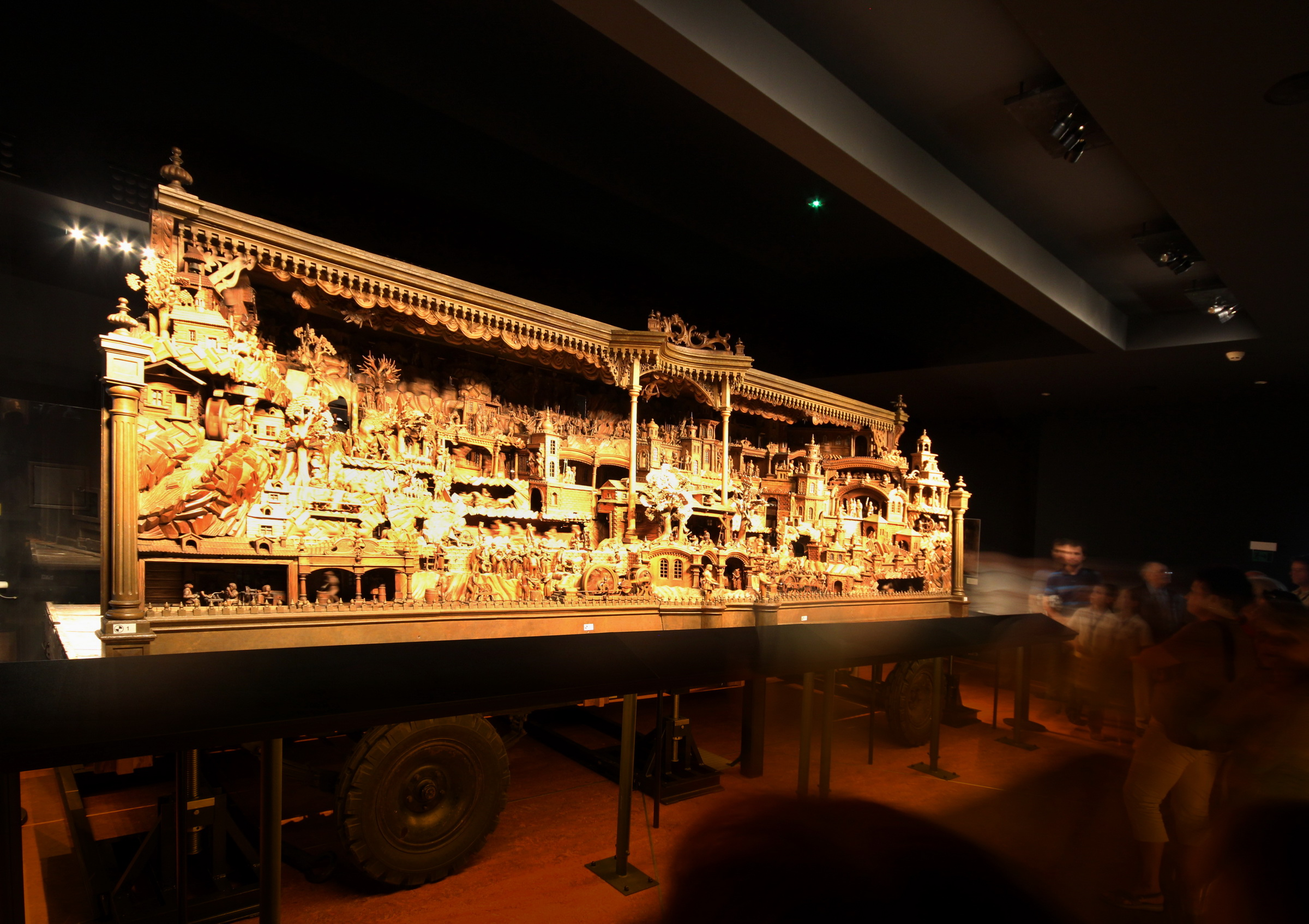
Probošt-Krippe
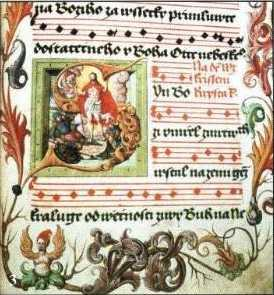
Graduale

## Veranstaltungen

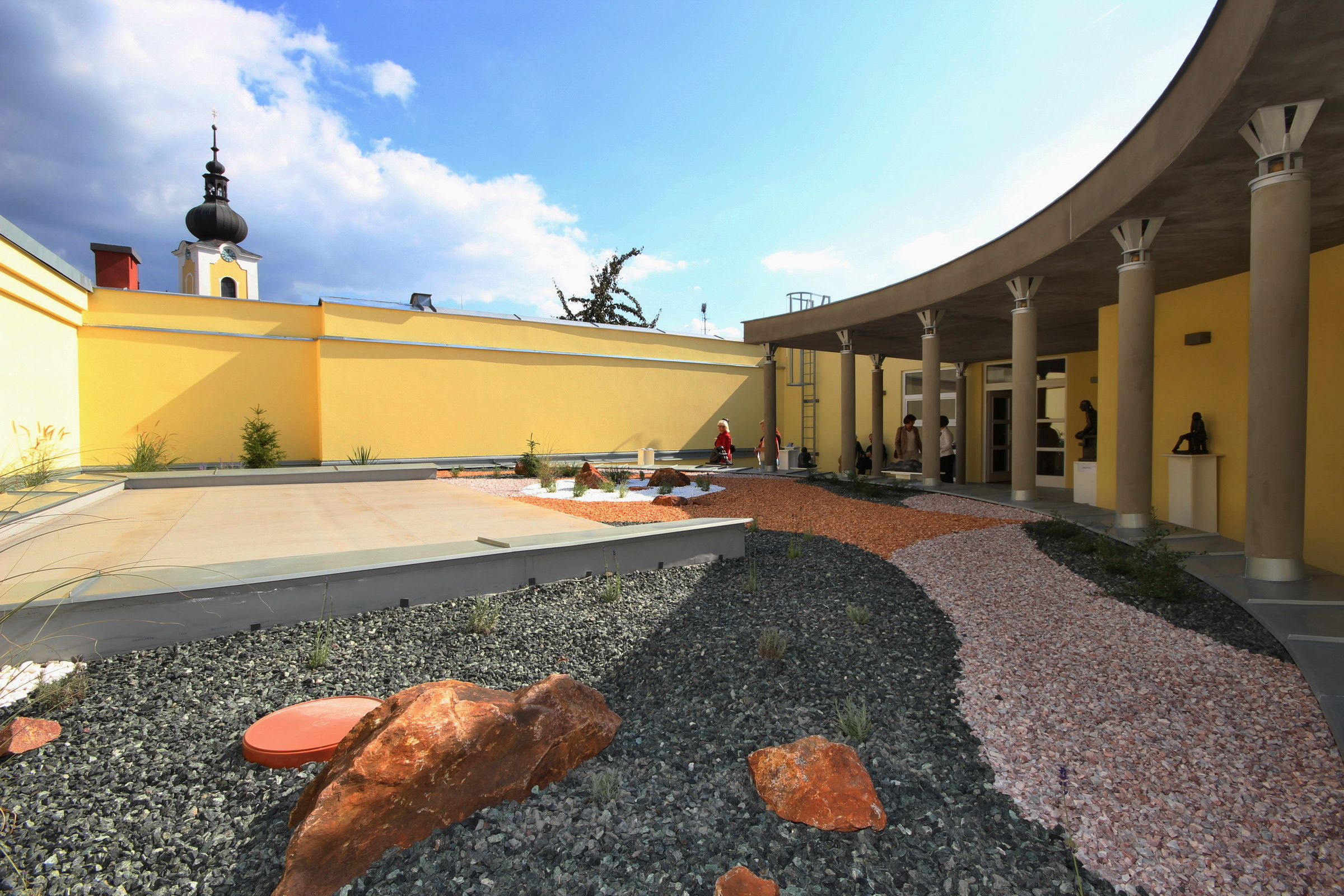
Garten des Museums

Das Museum organisiert auch verschiedene Veranstaltungen, die sowohl in den Räumlichkeiten des Museums als auch im Garten, in der Fußgängerzone auf dem Masaryk-Platz oder in seiner Umgebung stattfinden.
Es veranstaltete  beispielsweise eine Reihe von Ausstellungen mit dem Titel Třebechovice Stops, die sich mit der Geschichte und Gegenwart von Třebechovice und seinen wichtigen Ereignissen und Persönlichkeiten befassten.
Im Jahr 1999 organisierte das Museum eine Feier zum 150. Geburtstag von Josef Probošt. Außerdem fand eine ethnografische Konferenz statt, die sich mit der Probošt-Krippe befasste. Das Museum organisierte ein Treffen von Amateur- und Berufsschnitzern mit kreativen Workshops für die Öffentlichkeit. Die Feierlichkeiten gipfelten in der Enthüllung einer Gedenktafel für Josef Probošt und der Aufstellung einer aus Eichenstämmen gefertigten Krippe von Pavel Matuška auf dem Platz.